# Клерфет
Клерфет (фр. Clairfayts) насеље је и општина у североисточној Француској у региону Север-Па д Кале, у департману Север која припада префектури Авне сир Елп.
По подацима из 2011. године у општини је живело 371 становника, а густина насељености је износила 49,27 становника/km². Општина се простире на површини од 7,53 km². Налази се на средњој надморској висини од 249 метара (максималној 246 m, а минималној 175 m).

## Демографија
| 1962. | 1968. | 1975. | 1982. | 1990. | 1999. | 2011. |
| ----- | ----- | ----- | ----- | ----- | ----- | ----- |
| 246   | 268   | 253   | 244   | 316   | 338   | 371   |

График промене броја становника у току последњих година